# Gino Ferretti
Gino Ferretti (Reggio Emilia, 29 febbraio 1948) è un ingegnere italiano, rettore dell'Università di Parma dal 2000 al 2013.

## Biografia

### Attività accademica
Si laurea in Ingegneria Meccanica presso l'Università di Bologna nel 1974. A Bologna nello stesso anno diventa Assistente Ordinario ed successivamente Professore Incaricato. Nel 1982 è Professore Associato di Impianti Meccanici nell'Università di Padova e, nel 1986, Professore Straordinario di Progettazione di Impianti nell'Università di Trento.  Nel 1988 è chiamato alla Cattedra di Impianti Meccanici dell'Università di Parma.
Nell'Ateneo di Parma è Direttore del Dipartimento di Ingegneria Industriale, membro del Consiglio di Amministrazione, membro del Senato Accademico Integrato per la approvazione dello Statuto di Autonomia e Presidente della commissione incaricata di predisporne la proposta. È Presidente del Consiglio del Corso di Laurea in Ingegneria Gestionale, di quello in Ingegneria Meccanica e nel 1998 diventa Preside della Facoltà di Ingegneria. Nel 2000 è eletto Rettore dell'Università di Parma e riconfermato nella carica rispettivamente al primo e al secondo scrutinio nelle due elezioni successive. Prima della scadenza del 2011, il mandato è stato prorogato al 2013 dalla Legge 240/2010. Nel febbraio 2014 è uscito dai ruoli dell'Ateneo ponendosi in quiescenza.
Nel corso della propria attività universitaria è stato Coordinatore di Dottorato di ricerca inter Ateneo tra le Università di Bologna, Genova, Parma e Politecnico di Milano; Delegato nazionale del proprio Settore Scientifico Disciplinare, membro del Comitato di Coordinamento dell'Ingegneria Meccanica e membro di numerose Commissioni per posti di ricercatore e professore universitario. Dal 2008 al 2013 è stato Presidente del Comitato Regionale di Coordinamento dei Rettori dell'Emilia Romagna. Ha ricevuto una Laurea ad honorem dall'Università peruviana di Piura.
I principali interessi scientifici si collocano nell'ambito della fluidodinamica dei flussi multifase comprimibili, con specifici significativi contributi agli aspetti teorici e matematici della modellazione del moto ed alla predisposizione di strumenti applicativi progettuali per i relativi impianti. Altri importanti ambiti di ricerca sono quelli delle tecnologie industriali e dell'utilizzo dell'energia nei sistemi industriali. Oltre che ad un testo ad uso professionale e ad un brevetto, i risultati dell'attività scientifica si sono concretizzati in pubblicazioni nazionali ed internazionali tra cui, per gli ultimi cinque anni di attività, si segnalano 14 lavori su riviste internazionali e 12 contributi a conferenze internazionali.

### Carriera accademica
Si è laureato nel 1974 in Ingegneria meccanica all'Università di Bologna dove ha iniziato la carriera universitaria ricoprendo dal 1975 al 1982 i ruoli di assistente ordinario prima di Macchine e successivamente di Impianti meccanici.
Dal 1982 al 1986 è professore associato di Impianti meccanici presso la facoltà di Ingegneria dell'Università di Padova. Nel 1986 vince il concorso per professore ordinario, assumendo la cattedra di Progettazione di impianti all'Università di Trento dove rimane fino al 1988 quando è chiamato all'Università di Parma come titolare di Impianti meccanici.
Nell'Ateneo parmense ricopre diversi incarichi:
- Direttore dell'allora Dipartimento di Ingegneria industriale (1991-1996);
- Presidente dei Consigli dei corsi di laurea in Ingegneria meccanica e Ingegneria gestionale
- Membro del Consiglio di Amministrazione dell'Ateneo
- Coordinatore di Dottorati di Ricerca multisede con le Università di Bologna, Genova e Politecnico di Milano
- Preside della Facoltà di ingegneria dal 1998 al 2000 fino all'incarico rettorale.[1]

### Altri incarichi
Dal 1994 al 1996 è stato presidente dell'Azienda Consorziale Trasporti (ACT) di Reggio Emilia.
Nel 2010 è stato nominato dalla Presidenza del Consiglio dei Ministri membro a vita del Consiglio Generale dell'Ente Ordine Costantiniano di San Giorgio e nel 2011 ne è diventato Presidente delle Giunta Esecutiva e legale rappresentante

## Pubblicazioni

### Principali pubblicazioni degli ultimi anni
- Ferretti G., et al., 2012. The impact of (S,s) policy on supply network performance: a simulation study. International Journal of Business Performance and Supply Chain Modelling, 4(2), 164-201.
- Ferretti G., et al., 2012. Analysis of the requirements of RFID tags for efficient fashion supply chain management. International Journal of RF Technologies: Research and Applications, 3(1), 39–65.
- Ferretti G., et al., 2013. Design of supply networks with optimized safety stock levels. International Journal of Engineering, Science and Technology, 5(2), 93-109.
- Ferretti G., et al., 2012. Performances of RFID, acousto-magnetic and radio frequency technologies for Electronic Article Surveillance in the apparel industry in Europe: a quantitative study. International Journal of RF Technologies: Research and Applications, 3(2), 137-158.
- Ferretti G., et al., in press. Advanced design of the pasta drying process with simulation tools. International Journal of Simulation and Process Modelling.
- Ferretti G., et al., 2012. Experimental evaluation of business impacts of RFID in apparel and retail supply chain. International Journal of RF Technologies: Research and Applications, 3(4), 257-282.
- Ferretti G., et al., 2013. Experimental analysis of a beverage carbonation system equipped with a Venturi nozzle. Journal of Food Process Engineering, 36(3), 302-315. DOI: 10.1111/j.1745-4530.2012.00692.
- Ferretti G., et al., 2013. Modeling and thermo-fluid dynamic simulation of a fresh pasta pasteurization process. International Journal of Food Engineering, 9(3), 327–339.
- Ferretti G., et al., 2013. Advanced design of industrial mixers for fluid foods using computational fluid dynamics, International Journal of Food Engineering. Volume 9, Issue 3, Pages 309–325, ISSN (Online) 1556-3758, ISSN (Print) 2194-5764, DOI: 10.1515/ijfe-2013-0035.
- Bottani E., FERRETTI G., Montanari R., Rinaldi M., (2014). Analysis and optimization of inventory management policies for perishable food products: a simulation study. International Journal of Simulation and Process Modelling, Vol p, No 1-2, pp. 16–32. DOI: Archiviato il 25 gennaio 2016 in Internet Archive.

## Onorificenze
Grande Ufficiale dell'Ordine al merito della Repubblica Italiana - 2 agosto 2010
Senatore di Gran Croce del SAI Ordine Costantiniano di San Giorgio - 15 settembre 2010
Cavaliere di Gran Croce del Reale Ordine del Merito sotto il Titolo di San Lodovico - 13 dicembre 2012